# 매달리는 여자
《매달리는 여자》는 2002년 9월 6일에 MBC에서 방영한 베스트극장이다. 2002년 베스트극장 극본 공모 당선작이다.

## 등장 인물

### 주요 인물
- 이아현 : 시연 역
- 남성진 : 기준 역

### 그 외 인물
- 이승신 : 보영 역
- 최영재 : 성민 역
- 남능미 : 기준의 어머니 역
- 송희아
- 주부진
- 원종례
- 정영금
- 백종헌
- 김민정
- 강보라
- 이영미